# Asaluria reisseri
Asaluria reisseri är en fjärilsart som beskrevs av Hans Georg Amsel 1958. Asaluria reisseri ingår i släktet Asaluria och familjen mott. Inga underarter finns listade i Catalogue of Life.